# Stadtbücherei St. Ingbert
Die Stadtbücherei St. Ingbert ist die kommunale öffentliche Bibliothek der saarländischen Mittelstadt St. Ingbert.

## Geschichte
Die Stadtbücherei wurde 1927 mit rund 1500 Büchern in einem Gebäude hinter dem (mittlerweile abgerissenen) alten Rathaus eröffnet. Der Bestand vergrößerte sich beständig. Nach dem Zweiten Weltkrieg wurde die Bücherei 1950 mit 14.000 Büchern wiedereröffnet. Nachdem die Örtlichkeit zu klein wurde, zog die Bücherei ins Untergeschoss des neuen Rathauses St. Ingbert. Der Bestand von über 60.000 Medien schloss auch Zeitungen, Zeitschriften und Tonträger mit ein. Ebenso entstanden Stadtteilbibliotheken in Hassel, Rohrbach und Oberwürzbach.
In den 1980er Jahren begannen Veranstaltungen wie Autorenlesungen des St. Ingberter Literaturforums.
1993 zog die Stadtbücherei ins Gebäude Kaiserstraße 71 im Stadtzentrum. Seit 2013 bietet die Stadtbücherei im Rahmen des Verbundangebotes OnleiheSaar die Ausleihe von elektronischen Medien an. Der Bestand ist auf 80.000 Medien angewachsen bei 60.000 Besuchern pro Jahr (Stand 2018).